# RON Siedlce
RON Siedlce – Radiofoniczny Ośrodek Nadawczy w Siedlcach na ul. Błonie (dzielnica Śródmieście).

## Parametry
- Wysokość zawieszenia systemów antenowych:
  - Radio: 64  n.p.t.

## Transmitowane programy

### Programy telewizyjne - cyfrowe
| Skład multipleksu                          | Częstotliwość | Kanał | Moc nadajnika | Polaryzacja | Kompresja |
| ------------------------------------------ | ------------- | ----- | ------------- | ----------- | --------- |
| MUX 8 - Metro TV - Zoom TV - Nowa TV - WP1 | 205,5 MHz     | 9     | 5 kW          | pionowa     | MPEG-4    |

### Programy radiowe
| LP | Program      | Nadawca                                              | Częstotliwość | Moc nadawania (ERP) | RDS |
| -- | ------------ | ---------------------------------------------------- | ------------- | ------------------- | --- |
| 1  | Radio Maryja | Warszawska prowincja zgromadzenia oo. redemptorystów | 97,8 MHz      | 0,10 kW             | +   |

## Nienadawane analogowe programy telewizyjne
Programy telewizji analogowej wyłączone 17 czerwca 2013 r.
| LP | Program | Właściciel                  | Częstotliwość | Kanał |
| -- | ------- | --------------------------- | ------------- | ----- |
| 1  | Polsat  | Telewizja Polsat Sp. z o.o. | 759,25 MHz    | 57    |
| 2  | TV4     | Telewizja Polsat Sp. z o.o. | 783,25 MHz    | 60    |